# Дамян Иванов
Дамян Иванов Ненов е български лекар, инициатор на балнеоложкото курортно дело в България.

## Биография
Д-р Дамян Иванов е роден в село Балювица, Берковско, на 14 юли 1874 г. Завършва медицина в Грац в 1900 г. След завръщането си в България е полкови лекар във Видин, а по-късно през 1908 г. старши ординатор в Александровска болница в София.
От 16 юни 1896 г. Вършечките минерални бани преминават в държавна собственост и приходите постъпват в държавната каса. През 1910 г. е завършен строежа на Балнеолечебницата и от 14 юни 1910 г. влиза в експлоатация с първия щатен лекар д-р Дамян Иванов, назначен след боледуване и трудоустрояване. Така той става първят бански лекар в страната. Под негово ръководство балнеолечебницата е обзаведена, проведени са благоустройствени мероприятия, залесена е борова гора на площ около 800 дка. Първият щат на минералните бани през 1910 г. е от 3 души – директор, домакин-касиер и машинист. През 1911 г. са 5, през 1918 г. – 7.
По време на Балканската война (1912 г.). е санитарен капитан в главната квартира на армията. След края на войната заема длъжността директор на банята във Вършец. Съпругата му виенчанката Вилхелмина е постоянен негов съмишленик за европейско развитие на курортното дело в България. След края на Първата световна война от 1918 г. е отново директор на банята. В 1922 г. когато завършва строителството на почивния дом във Вършец, става негов управител и същевременно главен лекар на Чиновническото застрахователно дружество.
Д-р Иванов е инициатор на изграждането на „Слънчевата градина“ около банята на курорта Вършец. Една от най-привлекателните забележителности на града Слънчевата градина се слива с Боровия парк, който със своята площ от 800 дка представлява вторият по големина изкуствено засаден парк в България след Борисовата градина в София.
Дамян Иванов умира на 15 юли 1959 г., признат като един от инициаторите на балнеоложкото курортното дело.
Улица във Вършец носи неговото име, а в парка е поставена негова статуя.